# Damasichton (syn Amfiona)
Damasichton (gr. Δαμασίχθων Damasíchthōn, łac. Damasichthon) – w mitologii greckiej królewicz tebański, jeden z Niobidów.
Uchodził za syna Amfiona i Niobe. Został zabity przez Apollona jako kara za pychę Niobe.